# Antena szczelinowa

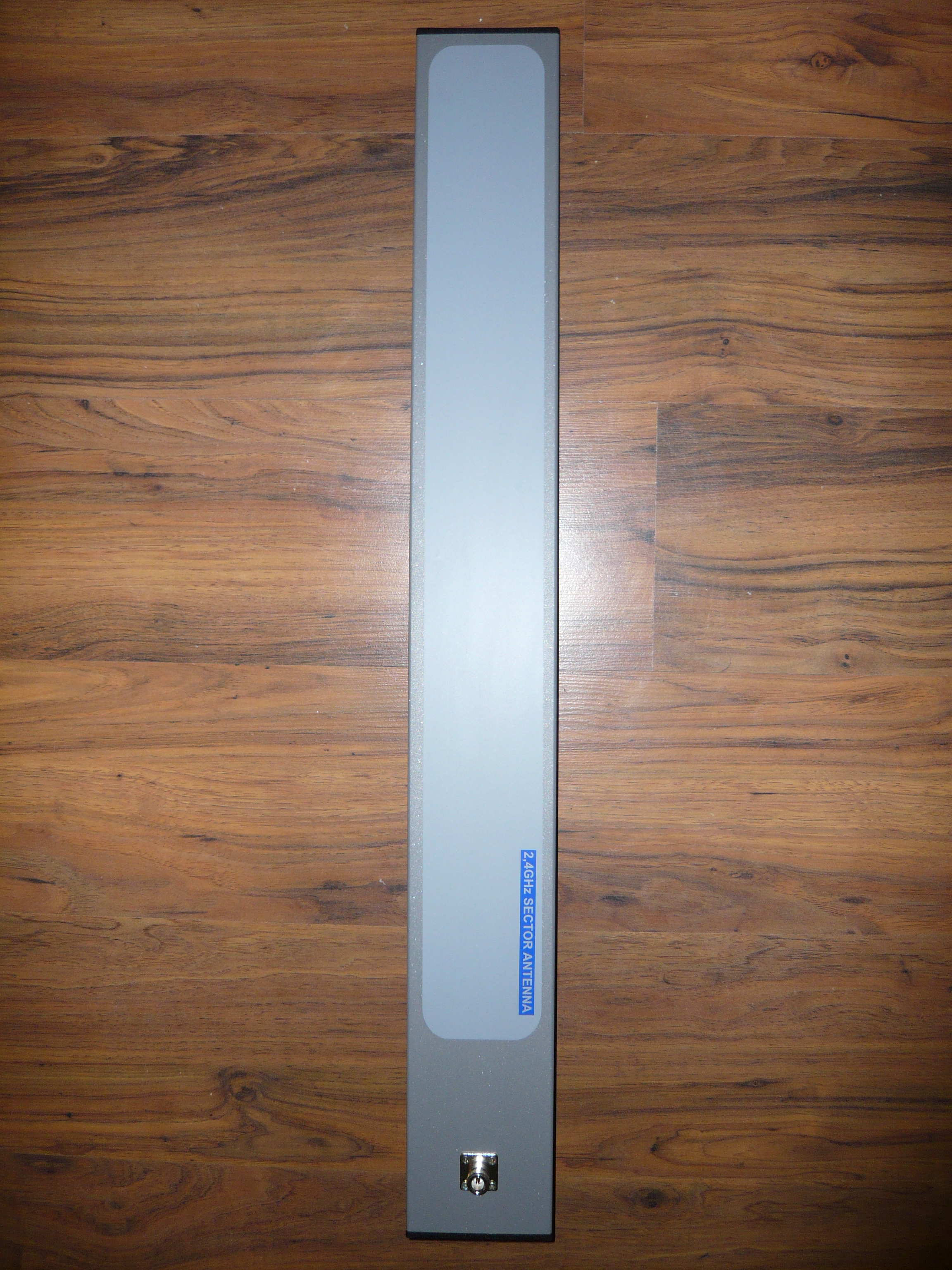

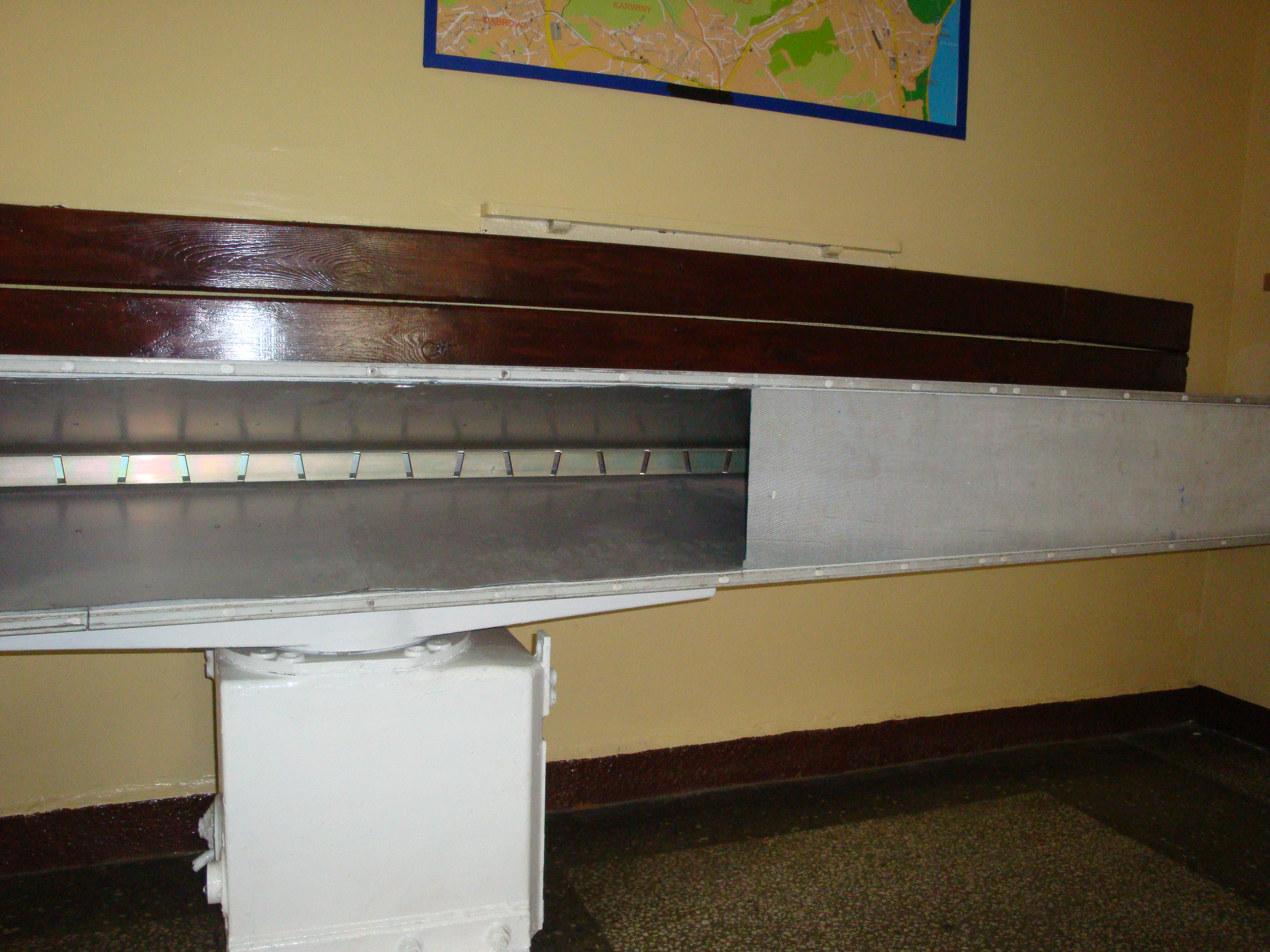
Wnętrze anteny szczelinowej radaru morskiego

Antena szczelinowa – antena zbudowana z płaszczyzny przewodzącej i wyciętych w niej szczelin.
Antena taka promieniuje energię po obu stronach płaszczyzny przewodzącej. Ograniczenie promieniowania od jednej strony płaszczyzny można osiągnąć poprzez umieszczenie z tej strony szczeliny, w którą energia ma nie promieniować, wnęki metalowej o głębokości d = λ / 4. Polaryzacja fali wytwarzanej przez szczeliny poziome jest pionowa, a przez szczeliny pionowe – pozioma.